# デイブ・ウォン
デイブ・ウォン（王 傑、Dave Wang Chieh、1962年10月20日 -）は、台湾の男性歌手・俳優である。出身地は香港で、両親はショウ・ブラザーズの俳優。祖籍（本貫）は西安。

## ディスコグラフィ

### 北京語
ワーナー・ミュージック・グループ
- 《一場遊戲一場夢》(1987)
- 《忘了你忘了我》(1988)
- 《是否我真的一無所有》(1989)
- 《孤星》 (1989)
- 《向太陽怒吼》(1990)
- 《我要飛》(1990)
- 《爲了愛夢一生》(1991)
- 《忘記妳不如忘記自己》(1991)
- 《All By Himself》(1992)
- 《英雄淚》 (1992)
- 《我》 (1993)
- 《路》(1993)
- 《只要說妳愛我》(1994)
- 《候鳥》(1994)
- 《夢在無夢的夜裏》(1995)
- 《情願不自由》 (1995)

ポニーキャニオン
- 《手足情深》 (1996)
- 《忘了所有》 (1996)
- 《我愛你》(1997)
- 《起点》 (1997)
- 《替身》(1998)

エンペラー・エンターテインメント・グループ
- 《從今開始》 (2000)
- 《愛我的 我愛的》(2003)
- 《不孤單》 (2004)
- 《蘇醒》(2005)
- 《別了瘋子》(2007)

誠利千代文化傳媒
- 《我知道我是一個已經過氣的歌手》(2018)

### 広東語
ワーナー・ミュージック・グループ
- 《故事的角色》(1989)
- 《誰明浪子心》 (1989)
- 《人在風雨中》(1990)
- 《流浪的心》(1991)
- 《一生心碎》(1991)
- 《封鎖我一生》 (1992)
- 《她》 (1993)
- 《啞巴的傑作》(1996)

エンペラー・エンターテインメント・グループ
- 《Giving》 (2000)
- 《Hello!》(2000)
- 《愛與夢》(2002)

## 出演作品

### 映画
- 鬼太監（1971年）
- 我在戀愛（1975年）
- 洪熙官（1977年）
- 殺絕（1978年）
- 天才小兵（1988年）
- 七匹狼（1989年）
- 七匹狼2（1989年）
- 至尊無上II之永霸天下（1991年）
- 戰龍在野（1992年）
- 小李飛刀之飛刀外傳（2000年）
- 愛與誠　（2000年）
- フル・スロットル　（2000年）
- 陰陽愛　（2001年）
- 飄忽男女　（2002年）
- 賭神之神（2002年）
- 這個夏天有異性（2002年）
- 衝鋒陷陣（2004年）
- 香港国際警察/NEW POLICE STORY（2004年）